# 紀元前703年
紀元前703年（きげんぜん703ねん）は、西暦（ローマ暦）による年。紀元前1世紀の共和政ローマ末期以降の古代ローマにおいては、ローマ建国紀元51年として知られていた。紀年法として西暦（キリスト紀元）がヨーロッパで広く普及した中世時代初期以降、この年は紀元前703年と表記されるのが一般的となった。

## 他の紀年法
- 干支 : 戊寅
- 中国
  - 周 - 桓王17年
  - 魯 - 桓公9年
  - 斉 - 釐公28年
  - 晋 - 晋侯緡4年
  - 秦 - 出子元年
  - 楚 - 武王38年
  - 宋 - 荘公8年
  - 衛 - 宣公16年
  - 陳 - 利公4年
  - 蔡 - 桓侯12年
  - 曹 - 桓公54年
  - 鄭 - 荘公41年
  - 燕 - 宣侯8年
- 朝鮮
  - 檀紀1631年
- ユダヤ暦 : 3058年 - 3059年

## できごと

### 中国
- 紀の季姜が周の桓王にとついだ。
- 鄧の南郊の鄾の人が楚の道朔と巴の使者を殺した。楚の鬬廉が軍を率いて巴軍とともに鄾を包囲し、鄧の援軍を撃破した。
- 虢仲・芮伯・梁伯・荀侯・賈伯が曲沃を攻撃した。